# 潘泗水
潘泗水（1613年2月12日—17世紀），字飛淮，號浪僊，南直隸寧國府南陵縣人，清朝政治人物。

## 生平
潘泗水是順治二年（1645年）江南鄉試舉人，四年（1647年）成進士，先在戶部觀政，後獲授黃州推官，曾捐俸修竹樓造就士子，卻因未能察覺下屬詐騙被定罪，雖然獲赦但遭革職，回鄉後對待同族敦厚，謙和德行為後人楷模。

## 家族
曾祖潘時節，經歷；祖父潘世佑，省祭；父潘鼎元，儒學教諭。

## 引用
1. 1 2 3  《順治四年丁亥科進士三代履歷》：潘泗水，曾祖時節，經歷；祖世佑，省祭；父鼎元，儒學□儒。浪僊，易一房，壬子年十二月二十三日生，南陵縣人，乙酉一百四名，會試一百七十名，三甲二十二名，戶部觀政，戊子授黃州府推官。
2. ↑  《刑部為刑官縱役詐騙援赦免罪事》：刑部尚書臣任濬等謹題為直糾奇貪推官事，湖廣清吏司案呈奉本部送刑科抄出總督湖廣等處地方軍務兼理糧餉太子少保兵部尚書兼都察院右副都御史祖澤遠題前事內開，順治拾壹年肆月貳拾貳日據湖廣按察司呈問，得壹名潘泗水年，叁拾叁歲，江南寧國府南陵縣人，由丁亥科進士于順治伍年拾貳月内除授湖廣黃州府推官，陸年貳月貳拾玖日到仕，狀捁泗水初授刑名在任伍載，自宜常加謹惕嚴下慎守為，是不合失于覺察，以致狐鼠為祟……題覆湖廣黃州府推官潘泗水縱蠹詐騙，不能覺察，合依不應得為而為之事，理重者律杖八十，查贓無入己，事在十一年六月，赦前應免罪革職。
3. ↑  民國《南陵縣志·卷十九·選舉志》：進士……清 順治丁亥呂宮榜……潘泗水 字飛淮，仕黃州推官，捐俸修竹樓造士，解組敦厚族黨，謙和足式